# القوات المسلحة السيراليوني
نادي القوات المسلحة السيراليوني هو نادي كرة قدم سيراليوني مقره في مدينة ماكيني. يُمارس بدوري سيراليون الوطني الممتاز.

## المشاركات في المسابقات الأفريقية
| السنة | البطولة                     | الدور    | الخصم           | داخل الديار | خارج الديار | المجموع |
| ----- | --------------------------- | -------- | --------------- | ----------- | ----------- | ------- |
| 2014  | كأس الكونفيدرالية الأفريقية | التمهيدي | نادي غامتيل     | 1-0         | 2-0         | 3-0     |
| 2017  | كأس الكونفيدرالية الأفريقية | التمهيدي | ويكي توريستس    | 0-2         | 1-0         | 1-2     |
| 2017  | كأس الكونفيدرالية الأفريقية | 1        | النادي الأفريقي | w.o.1       | 9-1         | 9-1     |

1- انسحب الفريق قبل إجراء مباراة الإياب

## روابط خارجية
- Team profile – The Biggest Football Archive of the World